# Dieffenbachia seguine
La diefembaquia (Dieffenbachia seguine) es una especie de planta siempreverde de la familia Araceae, nativa del sur de México, América Central, las Antillas y el norte de América del Sur, hasta Brasil.  Es usada ampliamente como planta ornamental en interiores.

## Descripción
Alcanza entre 1 y 3 m de altura. Planta perenne siempreverde, caracterizadas por un tallo carnoso y erguido, de los que brotan largos pecíolos que se esparcen en un diámetro de hasta 60 cm. Presenta hojas ovaladas a lanceoladas, verde pálido con bordes verdes y nervadura manchadas de crema. Produce una inflorescencia en espádice; las flores son llamativas, de color blanco a verdoso.

## Toxicidad
En las hojas y el tallo de esta planta, hay células especializadas llamadas idioblastos, que guardan gran cantidad de pequeños cristales de oxalato de calcio, en forma de agujas, llamados rafidios. Si las hojas o el látex del tallo son lamidos, masticados, chupados o ingeridos, causan inflamación de los labios, la lengua y la orofaringe, dolor urente en los labios y la boca y sensación de quemazón en la cavidad oral y sialorrea. Puede ocurrir entonces edema de la glotis y asfixia.